# Annie Brocoli
 (mai 2021).
 (mai 2022).
Annie Brocoli de son vrai nom Annie Grenier, née le 22 janvier 1971 à Montréal (Québec, Canada), est une chanteuse et animatrice québécoise.
Avec son album et sa vidéocassette Annie Brocoli et celles d'Annie Brocoli dans l'espace, elle se fera un nom auprès des enfants. Dans les années 2000, elle connaîtra le succès au grand et petit écran. Elle a vendu plus de 500 000 exemplaires d'album, cassette ou DVD au cours de sa carrière,.

## Biographie
Née Annie Grenier le 22 janvier 1971 à Montréal.
Enfant, elle est fan de Fanfreluche et ses histoires. À l'école, elle se découvre un problème de dyslexie, ce qui l’amène à lire davantage à voix haute.

### Carrière

#### Début
Elle commence sa carrière à Radio-Canada. Elle apparaîtra dans quelques messages publicitaires et téléroman.

#### Création d'Annie Brocoli
Ses origines monte dans sa vie privée, alors mère de deux enfants, elle et son conjoint de l'époque décident d'inclure la musique pour les éduquer. Le couple tente aussi de percer l'industrie de la musique; un jour, ils rencontrent Mark Lazare de la maison de disque Tacca Musique.
En 1999, ils font un spectacle d'essai et par la suite, produisent un premier album qui est suivi d'une tournée. Annie Grenier décide également de changer de nom pour Annie Brocoli. Son personnage se décrit comme une jeune femme qui voyage à l'aide de Coccinelle, une Volkswagen Beetle et à un ami nommé Jérémie.

#### Succès commercial
En 2000, elle participe à différents événements à travers le Québec dont un spectacle au restaurant du Centre Molson lors de la venue de Disney on Ice à Montréal, au spectacle de la Saint-Jean-Baptise à Granby ou encore à Expo Québec à Québec. Son public se compose principalement de familles québécoise même va dépasser la barrière de la langue française et les frontières canadiennes.
En 2001, elle sort Annie Brocoli dans l'espace qui obtient un plus grand succès que son précédent, elle signe avec Sony BMG pour commercialiser son album et vidéocassette éponyme en France. En 2002, elle poursuit sa thématique spatiale avec l'album Noël dans l'espace, cet album sera sous sa propre étiquette Benaanh.

#### Cinéma et télévision
En 2003, elle se lance dans le long métrage avec Annie Brocoli dans les fonds marins qui devient rapidement un succès au box office québécois. Dans une entrevue, Grenier dit qu'elle a joué devant un fond vert, le film est conçu entièrement par image synthèse générée par ordinateur.
En 2004, elle devient co-animatrice auprès de Joël Legendre pour le Téléthon Opération Enfant Soleil, un téléthon afin d'amasser des fonds pour les enfants malades. En été, elle anime l'émission 100 Détours à TVA qui obtient un record de cotes d'écoutes pour une émission estivale.
En 2008 elle propose Broco Show à Radio-Canada les samedis soir jusqu'en 2009.

#### Spectacle pour adultes
En 2017, elle présente un spectacle d'humour lors du Zoofest, nommé La Vierge Annie. Lors d'une entrevue avec le magazine 7 jours elle dit : « J'ai toujours protégé mon personnage, mais là je vais sortir de ma zone de confort. »

##### Retraite du personnage Annie Brocoli
En 2018, elle annonce sur Facebook la fin du personnage d'Annie Brocoli, après 19 ans de présence sur la scène québécoise en tant que chanteuse pour enfant. Peu de temps après, elle publie son premier ouvrage En Mal De Mots, un récit valorisant la neurodiversité dans lequel elle partage son expérience avec la dyslexie.

### Vie privée
Annie Grenier est mariée au compositeur Jean-François Munger jusqu'à ses 30 ans, avant de divorcer. Ils ont deux enfants : Antoine et Marie-Jeanne.

## Discographie

### Albums
- 1999 : Annie Brocoli
- 2001 : Annie Brocoli dans l'espace gagnant du prix Félix de l'album de l'année - enfants[réf. nécessaire]
- 2002 : Noël dans l'espace (album de noël original) gagnant du prix Félix de l'album de l'année - jeunesse[réf. nécessaire]
- 2003 : Annie Brocoli dans les fonds marins (bande sonore)
- 2006 : La danse des vitamines
- 2007 : Dance (album digital)
- 2008 : Broco Show gagnant du prix Félix de l'album de l'année - jeunesse[réf. nécessaire]
- 2010 : Broco Show 2
- 2013 : Chez les minitomes
- 2015 : Autour du monde

### Vidéos/DVD
- 1999 : Annie Brocoli  5 × Platine par Music Canada[réf. nécessaire]
- 2001 : Annie Brocoli dans l'espace  6 × Platine par Music Canada[réf. nécessaire]
- 2003 : Annie Brocoli dans les fonds marins
- 2005 : Noël en spectacle
- 2007 : Info-broc santé
- 2009 : G show au Broco Show

### Livres
(mai 2022).
- [Quand ?]G cuisiné (DVD inclut)
- En mal des mots, 2018.

## Filmographie
- 2003 : Annie Brocoli dans les fonds marins (long-métrage) : elle-même
- 2004 : Téléthon Opération Enfant Soleil : co-animatrice
- 2004 : 100 Détours[11] : animatrice (émission estivale diffusée sur TVA)
- 2008-2009 : Broco Show[12] : animatrice (émission diffusée sur Radio-Canada)
- [Quand ?]G cuisiné : elle-même (émission jeunesse sur Radio-Canada)
- 2013 : Bye Bye : elle-même (apparition)